# Saurita gracula
Saurita gracula là một loài bướm đêm thuộc phân họ Arctiinae. Loài này được Paul Dognin mô tả năm 1911. Loài này có ở Colombia.